# Calka
Calka (grúzul წალკა, örményül Ծալկա, görögül Τσάλκα, oroszul Цалка) város Grúzia Alsó-Kartli régiójában.

## Lakosság
2002-es népszámlálás alapján a kistérség 22 000-es lakosságának 55%-a volt örmény, 22%-a görög, 12%-a grúz és 9,5%-a azeri. A görög lakosság egy része turkofón görög, korábban ők alkották a többséget a városban. Számuk a Szovjetunió összeomlása utáni emigrációs hullámban csökkent jelentősen.
1997 és 2006 között számos grúz nemzetiségű települt be Calkába, miután Szvanéti és Adzsaria területeken heves földcsuszamlások tették nehezebbé az életet. Ennek is köszönhető, hogy a város és környékén éles nemzetiségi elkülönülések tapasztalhatóak.